# ميانرود (مقاطعة غيلانغرب)
ميانرود (بالفارسية: میان‌رود) هي منطقة سكنية تقع في قسم غوآور الريفي في إيران. يقدر عدد سكانها بـ 41 نسمة .